# Jean Fouchard
Jean Fouchard (* 2. März 1912 in Port-au-Prince; † 30. September 1990 ebenda) war ein haitianischer Historiker, Schriftsteller, Journalist und Diplomat.

## Leben
Fouchard wurde am 2. März 1912 in Port-au-Prince geboren.
Fouchard war Journalist bei der Zeitschrift Le Temps und später Direktor der Zeitung La Relève. Er arbeitete an der Revue de la Société Haïtienne d'Histoire et de Géographie mit. Er schrieb unter anderem für die Zeitschrift Cahiers d'Haiti, die Zeitungen Le Petit impartial und Le Nouvelliste. Er war Büroleiter im Privatkabinett von Präsident Sténio Vincent und Generalkommissar der Internationalen Ausstellung zur Feier des zweihundertsten Jahrestags der Gründung der Stadt Port-au-Prince. 1946 wurde Fouchard zum Botschafter (Ministre plénipotentiaire) in Havanna, Kuba, ernannt und 1983 zum stellvertretenden Vorsitzenden des Verwaltungsrats des Musée du Panthéon national haïtien.
Im Jahr 1972 veröffentlichte er ein wichtiges Buch mit dem Titel Les Marrons de la Liberté („Die Maroons der Freiheit“). Die Neuauflage des Gesamtwerks von Fouchard durch die Editions Deschamps war der Anlass, den Historiker mit einer Reihe von Veranstaltungen zu ehren. Die erste fand am Freitag, den 27. Mai 1998 im Institut Français statt, an der der damalige Präsident Haitis, Leslie Manigat, teilnahm. Am Tag zuvor hatte Manigat Fouchard den Nationalen Ehren- und Verdienstorden (Ordre National Honneur et Mérite; Großkreuz) verliehen.
Besondere Aufmerksamkeit erreichten seine Analysen zu den indigenen Ureinwohnern Haitis. Laut dem Historiker Pierre Buteau ist es unmöglich, sich nicht auf die Arbeit von Fouchard zu beziehen, wenn es darum geht, die Geschichte der Sklaverei in Haiti zu behandeln.
Fouchard hinterließ bei seinem Tod eine Bibliothek mit etwa 10.000 Titeln. Er verfügte, dass seine „Bücher unter keinen Umständen das haitianische Territorium verlassen“ dürften. Er habe die Bibliothek für die haitianische Jugend aufgebaut.
Er war verheiratet. Seine Tochter Claudinette Fouchard wurde im Jahr 1960 erste Miss Haiti und nahm für ihr Land erstmals an dem Wettbewerb Miss World teil.
Fouchard starb am 30. September 1990 in Port-au-Prince.

## Werke (Auswahl)
- Les Marrons du syllabaire (1953)
- Plaisirs de Saint-Domingue (1955)
- Le Théâtre à Saint-Domingue (1955)
- Artistes et Répertoires des scènes de Saint-Domingue (1955)
- Les Marrons de la liberté (1972)
- Langue et Littérature des aborigènes d'Ayiti (1972)